# 久世広明
久世 広明（くぜ ひろあきら）は、江戸時代中期の大名。寺社奉行、大坂城代、京都所司代、老中。下総国関宿藩主。官位は従四位下大和守。関宿藩久世家4代。

## 略歴
大身旗本・久世広武（久世重之の五男広籌を初代とする旗本久世家）の長男として誕生。幼名は熊太郎。実父広武は土井利良の三男として生まれて、広籌の養子に迎えられた。
寛保3年（1743年）7月9日、本家である関宿藩主久世暉之の養嗣子となった。7月28日、8代将軍徳川吉宗に御目見した。寛延元年（1748年）8月22日、暉之が隠居し家督を継ぐ。寺社奉行、京都所司代などを歴任後、天明元年（1781年）に老中となり、天明5年（1785年）に死去するまで在任した。墓所は、東京都豊島区巣鴨5丁目の本妙寺。

## 年表
- 1731年（享保16年） 12月23日 生誕
- 1739年（元文4年）徳川吉宗の伽衆となる。
- 1745年（延享2年）10月18日従五位下出雲守に叙任。
- 1765年（明和2年） 8月21日 寺社奉行に補任。
- 1769年（明和6年） 9月24日 寺社奉行を免ず、従四位下に昇叙。出雲守如元。9月28日 大坂城代に補任。
- 1774年（安永3年） 9月15日 侍従に任ず。出雲守兼任如元。
- 1777年（安永6年） 9月15日 京都所司代に補任。
- 1781年（天明元年）閏5月11日 京都所司代を免ず。出雲守から大和守に転任。9月18日老中に補任。
- 1785年（天明5年） 1月24日 在職のまま卒。享年55。

## 系譜
父母
- 久世広武（実父）
- 松平忠根[1]の娘（実母）
- 久世暉之（養父）

正室
- 岡部長著の娘

子女
- 久世広誉（長男）生母は正室
- 久世広備（六男）
- 長谷川勝孚（七男）
- 土井利豊（八男）
- 久世広才（九男）
- 鈴木重逵（十一男）
- 松平広徳（十二男）
- 久世広侶（十三男）
- 久世広楽正室
- 久世満喜子 - 伊達村芳正室
- 久世広孝正室